# Cassidey

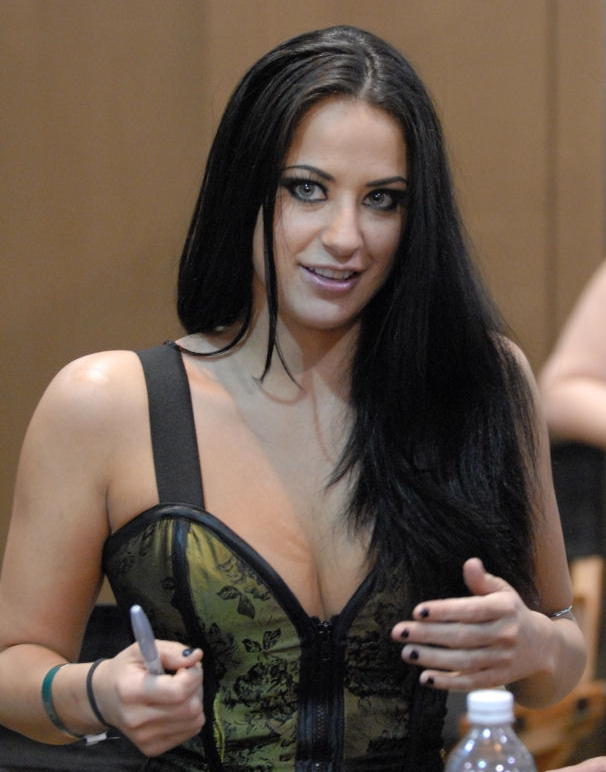
Cassidey bei der AVN Adult Entertainment Expo 2008

Cassidey (* 24. Dezember 1980 als Bobbie Jean Deaguero in Denver, Colorado, USA; auch ‚Cassidey Rae, Paisley Adams, Paizley Adams, Bobbie, Bobbie Adore, Annie Bunz‘) ist eine ehemalige US-amerikanische Pornodarstellerin und Fotomodell. Im Fernsehfilm Naked Secrets hatte sie unter anderen eine Hauptrolle.

## Karriere
Sie begann ihre Karriere mit 18 Jahren in dem Film Nasty Nymphos #25. Im Mai 2000 bekam sie einen Exklusivvertrag von Vivid und wurde damit zum „Vivid-Girl“. Seitdem ist sie unter dem Namen Cassidey bekannt und hat laut IAFD in über 100 Filmen mitgespielt. Als Fotomodell hat sie für diverse Magazine, wie Club, Cheri, Penthouse und High Society, posiert. Im Jahr 2000 war sie in dem Musikvideo Sad Eyes an der Seite von Enrique Iglesias zu sehen. 2006 unterschrieb sie einen neuen Vertrag bei Vivid. Im Jahr 2007 wurde sie zu den Adultcon Top 20 Adult Actresses gewählt. Die Internet Adult Film Database (IAFD) listet bis heute (Stand: Juni 2023) 205 Filme, in denen sie mitgespielt hat. Dabei wirkt sie sowohl in hetero- wie auch homosexuellen Filmszenen mit.
In ihrer Zeit bei Vivid spielte sie unter anderem die Titelrolle in Debbie Loves Dallas, einem Remake von Debbie Does Dallas. Regie führte Eon McKai. Nach dem Ende ihres Vertrags spielte sie in Andrew Blakes Film House Pets mit, der 2008 erschien. Im November 2007 unterschrieb sie dann einen Vertrag bei Ninn Worx_SR, verließ das Label jedoch bereits 2008 wieder.

## Filmografie (Auswahl)
- 1999: No Man’s Land 29
- 2000: Diary of Desire
- 2001: Liquid Sex
- 2002: Sordid
- 2006: Heavy Breathing
- 2007: Cassidey's Day Off
- 2007: Debbie Loves Dallas
- 2007: Debbie Does Dallas Again
- 2008: Meet Cassidey
- 2008: The Four

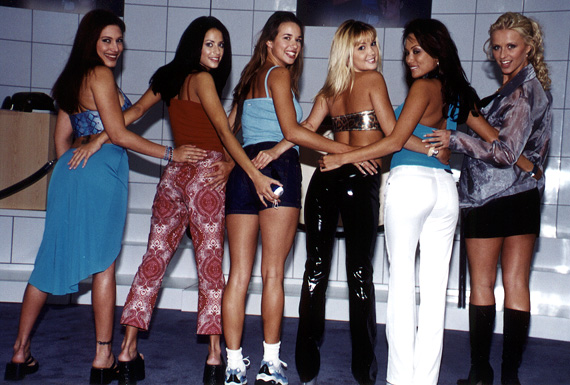
Cassidey (2. v. l.) neben den anderen Vivid Girls Raylene, Cheyenne Silver, Devon, Kira Kener und Dasha auf der AVN Expo 2000

- 2008: Naughty America: Latin Adultery 6
- 2008: House Pets

## Auszeichnungen & Nominierungen
- 2001: AVN-Award-Nominierung – Best New Starlet[5]
- 2002: AVN-Award-Nominierung – Best Anal Sex Scene (Film) – Marissa
- 2002: AVN-Award-Nominierung – Best Group Sex Scene - Film for Believe it or Not[6]
- 2004: AVN-Award-Nominierung – Best Actress - (Film) for Sordid
- 2004: AVN-Award-Nominierung – Best Oral Sex Scene (Film) for Sordid
- 2004: AVN-Award-Nominierung – Best Sex Scene Coupling (Film) for Sordid
- 2004: AVN-Award-Nominierung – Best Group Sex Scene (Film) for Sordid
- 2006: XRCO-Award-Nominierung for Best Cumback
- 2007: Adultcon Top 20 Adult Actresses[7]
- 2017: Aufnahme in die AVN Hall of Fame[8]